# L'incredibile affare Kopcenko
L'incredibile affare Kopcenko (Otley) è un film del 1969 diretto da Dick Clement.

## Trama
Gerald Arthur Otley è un giovane londinese che vive a Portobello Road e che sopravvive grazie ad uno spirito intraprendente ed alla sua astuzia nel vendere piccoli oggetti spacciati per antichità. Dopo avere ricevuto lo sfratto per insolvenza dalla casa dove viveva in affitto è costretto a chiedere quotidianamente ospitalità per passare la notte ed una sera viene invitato ad un ricevimento a casa di un certo Kopcenko dove, dopo avere conosciuto una donna di nome Imogen, si addormenta per risvegliarsi il giorno dopo in mezzo ad un prato. Ancora confuso viene informato da alcuni amici di essere ricercato per l'omicidio di Kopcenko, ucciso durante la notte.
Prima che Otley riesca a costituirsi per sostenere la sua innocenza viene rapito dall'ICS, un'organizzazione spionistica al cui vertice si trova un certo Hendrickson, il quale, scambiatolo per un sicario, intende conoscere le ragioni dell'uccisione di Kopcenko. Dopo essere stato liberato da Imogen, apparentemente complice di Hendrickson, Otley viene catturato e portato in un cottage da Johnson, un killer dell'ICS che, trovandosi in possesso di una registrazione compromettente tra Hendrickson e Kopcenko, vuole ricattare Hendrickson, servendosi di Otley come intermediario.
Dopo avere legato Otley ad una catena Johnson tratta per la consegna del denaro ma, una volta avvenuto lo scambio, la valigia contenente i soldi esplode, provocando la morte di Johnson ed Otley riesce finalmente a consegnarsi alla polizia ma, immediatamente dopo, viene costretto da Alex Hadrian, capo del controspionaggio britannico, a mettersi in contatto con Hendrickson per ucciderlo. Otley tuttavia è una persona mite ed è incapace di uccidere e, nel momento in cui incontra Hendrickson, Hadrian viene in suo aiuto uccidendo egli stesso il capo dell'ICS.
Dopo la morte di Hendrickson, Hadrian rivela ad Otley di lavorare in concerto con l'ICS e di averne ucciso il capo per questioni interne; Imogen lo riporta a Portobello Road, facendogli intendere che in futuro si rivedranno, mentre Hadrian riceve il titolo di baronetto.